# Гулманова, Дуньягозель Акмухаммедовна
Дуньягозель Акмухаммедовна Гулманова (туркм. Dünýägözel Akmuhammedowna Gulmanowa; род. 14 января 1989, Ашхабад) — туркменский государственный деятель, действующий председатель Меджлиса Туркменистана с 6 апреля 2023 года. Является самым молодым спикером парламента в мире.

## Биография
Дуньягозель Гулманова родилась 14 января 1989 года в Ашхабаде. В 1995–2004 годах училась в специализированной средней школе № 27 города Ашхабад. В 2007 году начала обучение в Туркменском государственном университете, который окончила в 2012 году по специальности «юриспруденция». 
- В 2004—2006 годах — арендатор дайханского объединения «Bagyr» бывшего села Багыр Ахалского велаята.
- В 2007—2007 годах — младший медицинский работник Рухабатской этрапской больницы Ахалского велаята.
- В 2012—2014 годах — главный консультант отдела Центра правовой информации, отдела Конституционного законодательства Управления законодательства Министерства юстиции Туркменистана.
- В 2014—2015 годах — главный консультант отдела кадров и контроля исполнительской дисциплины Министерства юстиции Туркменистана.
- В 2015—2016 годах — стажёр, затем государственный нотариус Государственного нотариуса Ашхабадской городской государственной нотариальной конторы.
- В 2016—2018 годах — государственный регистратор отдела Беркарарлыкского этрапа Ашхабадского городского управления, Службы государственной регистрации прав на недвижимое имущество и связанные с ним сделки, затем старший государственный регистратор отдела ведения государственного учёта данной службы.
- В 2018—2021 годах — главный консультант отдела экономического законодательства и государственной регистрации нормативных правовых актов Управления законодательства Министерства юстиции Туркменистана.

14 апреля 2021 года указом Президента Гурбангулы Бердымухамедова Гулманова была назначена членом Халк Маслахаты (Народного совета) Туркменистана. С 14 апреля 2021 по 21 января 2023 года она занимала должность заместителя председателя Халк Маслахаты Милли Генгеша Туркменистана, а затем была председателем Комитета по защите прав и свобод человека. После восстановления однопалатного парламента Гулманова стала старшим консультантом отдела нотариата и  регистрации актов гражданского состояния Управления правовой помощи Министерства юстиции Туркменистана.

### Председатель Меджлиса
В марте 2023 года Гулманова баллотировалась на выборах в Меджлис Туркменистана, от избирательного округа № 5 города Ашхабад. 6 апреля 2023 года, на первом заседании парламента она была единогласно избрана председателем Меджлиса.
26 мая 2023 года, на Шестом Невском международном экологическом конгрессе в Санкт-Петербурге Гулманова встретилась с Председателем Совета Федерации России Валентиной Матвиенко. На встрече стороны обсудили укрепление российско-туркменских отношений и актуализацию двустороннего межпарламентского сотрудничества.
В сентябре 2023 года Гулманова во главе делегации республики совершила визит в Южную Корею, приняв участие в 1-й межпарламентской встрече «Центральная Азия — Республика Корея». Она также провела переговоры с премьер-министром Хан Док Су и Председателем Национального собрания Ким Джин Пхё. Стороны обсудили аспекты сотрудничества в сферах торговли, топливной и химической промышленности, культуры, науки и образования. 
29 октября 2023 года Гулманова провела встречу с Чрезвычайным и Полномочным Послом Таджикистана в Туркменистане Вафо Ниятбекзода. Обе стороны обменялись мнениями о перспективах дальнейшего развития сотрудничества и развития парламентской дипломатии.

## Награды
- Памятный знак Туркменистана «Magtymguly Pyragynyň 300 ýyllygyna» (10 декабря 2024 года) — учитывая большой личный вклад в изучение в эру Возрождения новой эпохи могущественного государства творческого наследия туркменского поэта-классика Махтумкули Фраги и его популяризацию в мире, в воспитание подрастающего молодого поколения в духе почитания национальных ценностей, традиций и обычаев нашего народа, сформировавшихся на протяжении веков, в воспитание качеств патриотизма, высокой нравственности, трудолюбия, гуманизма, храбрости и мужества, а также по случаю 300-летия со дня рождения Махтумкули Фраги[13]